# Нименьга (селище залізничної станції)
Нименьга (рос. Нименьга) — залізнична станція в Онезькому районі Архангельської області Російської Федерації.
Населення становить 59 осіб. Входить до складу муніципального утворення Нименьгське поселення.

## Історія
Від 2004 року входить до складу муніципального утворення Нименьгське поселення.

## Населення
| 2002 | 2010 | 2012 |
| ---- | ---- | ---- |
| 61   | ↘27  | ↗59  |